# Baix Ebre
Baix Ebre is een comarca van de Spaanse autonome regio Catalonië. Het is onderdeel van de provincie Tarragona. In 2005 telde Baix Ebre 74.962 inwoners op een oppervlakte van 1002,72 km². De hoofdstad van de comarca is Tortosa.

## Gemeenten
| Gemeente         | Inwoners | Gemeente         | Inwoners |
| ---------------- | -------- | ---------------- | -------- |
| l'Aldea          | 3473     | Aldover          | 822      |
| Alfara de Carles | 385      | l'Ametlla de Mar | 6032     |
| l'Ampolla        | 2294     | Benifallet       | 821      |
| Camarles         | 3101     | Deltebre         | 10.757   |
| Paüls            | 615      | El Perelló       | 2282     |
| Roquetes         | 7017     | Tivenys          | 886      |
| Tortosa          | 31.979   | Xerta            | 1244     |